# 김송죽
김송죽(金松竹)은 김일성의 내연녀로 1992년 피서를 위해 스웨덴을 방문하던 중 외신 언론에 사진을 찍혀서 알려진 인물이다. 본명은 조승희이다.
어떤 직책을 갖고 있는가는 베일에 가려져서 정확하게 알려져 있지 않다. 김일성과의 사이에서 딸이 1명 있다.

## 관련 인물
- 김일성
  - 딸: 김백연

## 같이 보기
- 김일성
- 김정숙
- 김성애
- 김현
- 김정일
- 성혜림
- 고용희